# Islamismo liberal
O Islamismo liberal envolve muçulmanos professos que criaram um corpo considerável de pensamento progressista sobre a compreensão e prática islâmicas. Seu trabalho é às vezes caracterizado como "Islã progressista" (em árabe: الإسلام التقدمي al-Islām at-taqaddumī). Alguns estudiosos, como Omid Safi, diferenciam entre "muçulmanos progressistas" (pós-coloniais, anti-imperialistas e críticos da modernidade) versus "defensores liberais do Islã" (um movimento mais antigo que abraça a modernidade).
O Islã liberal surgiu originalmente do movimento revivalista islâmico dos séculos XVIII e XIX. Ideias liberais e progressistas dentro do Islã são consideradas controversas por alguns muçulmanos tradicionais, que criticam os muçulmanos liberais por serem demasiadamente ocidentais e/ou racionalistas.
As metodologias do Islã liberal e progressista baseiam-se na reinterpretação dos textos sagrados tradicionais do Islã (o Alcorão) e outros textos (o hadith), um processo chamado ijtihad (ver abaixo). Isso pode variar desde o sutil até o mais liberal, onde apenas o significado do Alcorão é considerado uma revelação, sendo sua expressão em palavras vista como obra do profeta islâmico Maomé em seu contexto e tempo específicos.
Os muçulmanos liberais veem a si mesmos como retornando aos princípios da Ummah inicial e promovendo a intenção ética e pluralista do Alcorão. O movimento de reforma usa o monoteísmo (tawhid) como "um princípio organizador para a sociedade humana e a base do conhecimento religioso, história, metafísica, estética e ética, bem como da ordem social, econômica e mundial".
Os muçulmanos liberais afirmam a promoção de valores progressistas como democracia, igualdade de gênero, direitos humanos, direitos LGBT, direitos das mulheres, pluralismo religioso, casamento inter-religioso, liberdade de expressão, liberdade de pensamento e liberdade religiosa; oposição à teocracia e rejeição total do islamismo e do fundamentalismo islâmico; e uma visão moderna da teologia islâmica, da ética, da sharia, da cultura, tradição e outras práticas ritualísticas no Islã. Os muçulmanos liberais afirmam que a reinterpretação dos textos islâmicos é importante para preservar sua relevância no século XXI.

## Antecedentes na filosofia islâmica
O surgimento do Islã, baseado tanto na transmissão do Alcorão quanto na vida de Maomé, alterou fortemente os equilíbrios de poder e percepções de origem do poder na região do Mediterrâneo. A filosofia islâmica inicial enfatizava uma ligação inexorável entre religião e ciência, e o processo de ijtihad para encontrar a verdade — na prática, toda filosofia era "política", pois tinha implicações reais para o governo. Essa visão foi desafiada pelos filósofos racionalistas mutazilistas, que sustentavam uma visão mais helenística, enfatizando a razão acima da revelação, e como tal são conhecidos pelos estudiosos modernos como os primeiros teólogos especulativos do Islã; eles foram apoiados por uma aristocracia secular que buscava liberdade de ação independente do califado. No entanto, até o final do período antigo, a teologia tradicionalista alaxarita havia geralmente triunfado no Islã. Segundo os alaxaritas, a razão deve ser subordinada ao Alcorão e à sunnah.

### Ibn Rushd

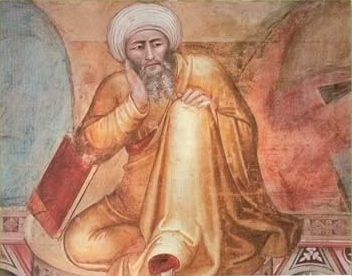
Ibn Rushd foi o filósofo preeminente na história de Al-Andalus. Pintura do século XIV por Andrea di Bonaiuto.

Ibn Rushd, frequentemente latinizado como Averróis, foi um polímata andaluz. Descrito como o "pai fundador do pensamento secular na Europa Ocidental", ele era conhecido pelo apelido de "O Comentador" por seus preciosos comentários sobre as obras de Aristóteles. Sua principal obra foi "A Incoerência da Incoerência", na qual ele defendia a filosofia contra as alegações de al-Ghazali em "A Incoerência dos Filósofos". Suas outras obras incluem "Fasl al-Maqal" e "Kitab al-Kashf". Ibn Rushd apresentou um argumento no "Fasl al-Maqal" (Tratado Decisivo) fornecendo uma justificação para a emancipação da ciência e da filosofia da teologia oficial alaxarita e argumentando que não há contradição inerente entre filosofia e religião; assim, o averroísmo tem sido considerado um precursor do secularismo moderno. Ibn Rushd aceita o princípio da igualdade das mulheres. Segundo ele, elas devem ser educadas e autorizadas a servir no exército; as melhores entre elas podem ser as filósofas ou governantes de amanhã. O movimento filosófico do século XIII na tradição cristã latina e judaica, baseado no trabalho de Ibn Rushd, é chamado de averroísmo. Ibn Rushd se tornou uma figura simbólica no debate sobre o declínio e a proposta de revitalização do pensamento islâmico e da sociedade islâmica no final do século XX. Um proeminente defensor de tal revitalização do pensamento averroísta na sociedade islâmica foi Mohammed Abed al-Jabri com sua "Crítica da Razão Árabe" (1982).

### Rifa'a al-Tahtawi

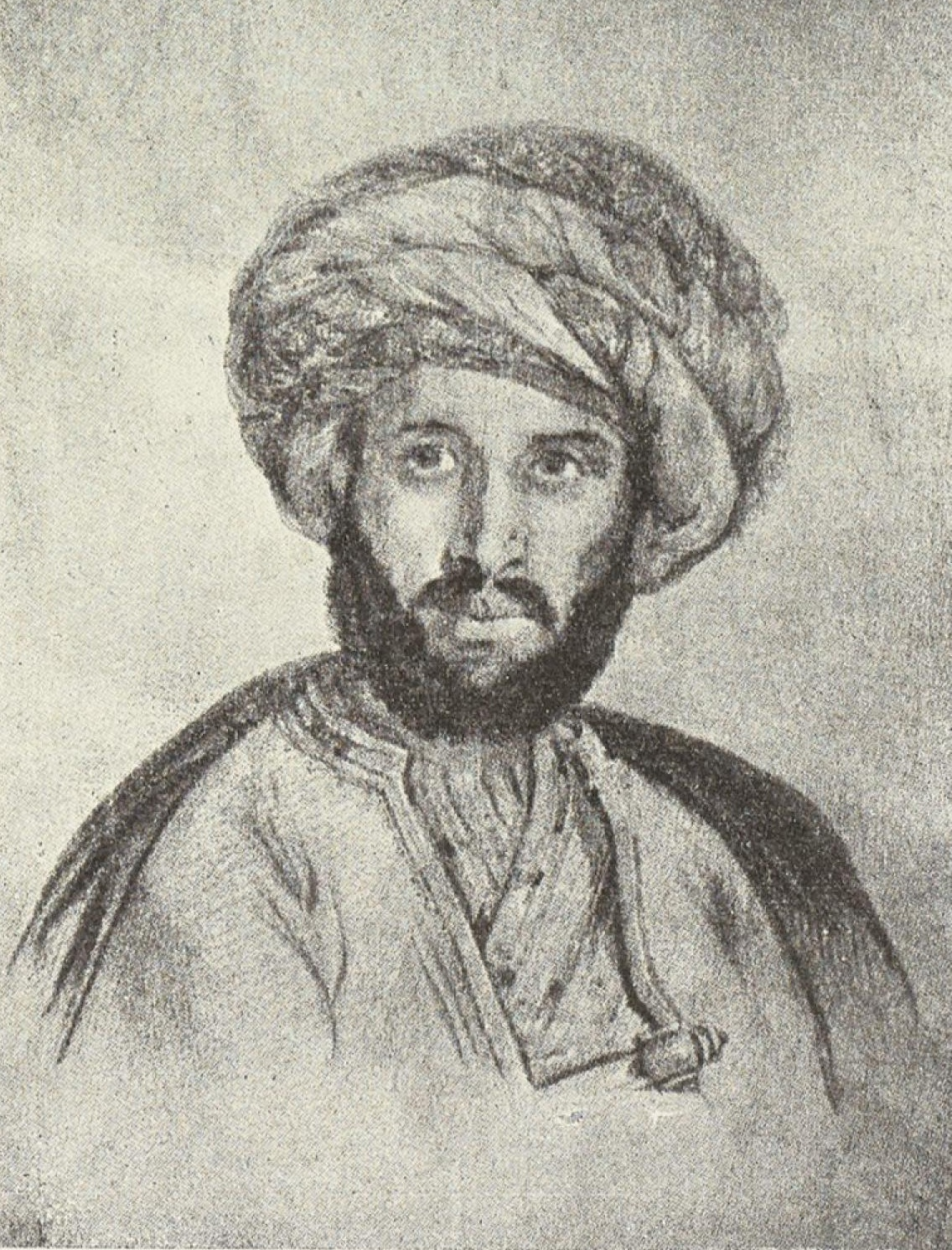
Rifa'a al-Tahtawi, 1801-1873

O egípcio e egiptólogo intelectual renascentista Rifa'a al-Tahtawi (1801-1873) é considerado um dos primeiros adeptos do Modernismo Islâmico. Os modernistas islâmicos tentaram integrar os princípios islâmicos com as teorias sociais europeias.
Em 1831, Rifa'a al-Tahtawi fez parte do esforço estadual para modernizar a infraestrutura e a educação egípcia. Ele apresentou ao seu público egípcio ideias iluministas, como autoridade secular e direitos políticos e liberdade; suas ideias sobre como uma sociedade moderna civilizada deveria ser e o que constituía, por extensão, um egípcio "bom" ou civilizado; e suas ideias sobre interesse público e bem público. O trabalho de Tahtawi foi o primeiro esforço no que se tornou uma renascença egípcia (nahda) que floresceu nos anos entre 1860 e 1940.
Em 1826, Al-Tahtawi foi enviado a Paris por Mehmet Ali. Lá, ele estudou em uma missão educacional por cinco anos, retornando em 1831. Tahtawi foi nomeado diretor da Escola de Línguas. Na escola, ele trabalhou traduzindo livros europeus para o árabe. Tahtawi foi instrumental na tradução de manuais militares, geografia e história europeia. No total, al-Tahtawi supervisionou a tradução de mais de 2.000 obras estrangeiras para o árabe. Ele até fez comentários favoráveis sobre a sociedade francesa em alguns de seus livros. Tahtawi enfatizou que os princípios do Islã são compatíveis com os da Modernidade Europeia.
Em sua obra "A Extração do Ouro ou uma Visão Geral de Paris", Tahtawi discute a responsabilidade patriótica da cidadania. Ele usa a civilização romana como exemplo do que poderia acontecer com as civilizações islâmicas; em um momento, todos os romanos estão unidos sob um César, mas se dividem em Oriente e Ocidente. Depois da divisão, as duas nações veem "todas as suas guerras terminarem em derrota, e elas recuam de uma existência perfeita para a inexistência". Tahtawi entende que se o Egito não conseguir permanecer unido, poderia cair presa de invasores externos. Ele enfatiza a importância dos cidadãos defenderem o dever patriótico de seu país. Uma maneira de proteger o país, segundo Tahtawi, é aceitar as mudanças que vêm com uma sociedade moderna.

### Muhammad Abduh

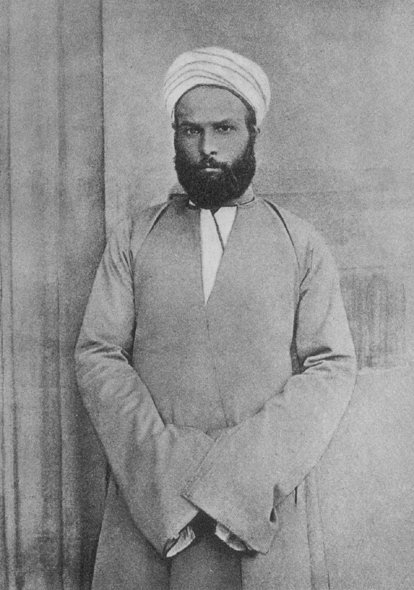
Muhammad Abduh (1849–1905)

O jurista islâmico egípcio e estudioso religioso Muhammad Abduh, considerado uma das figuras-chave do Modernismo Islâmico, rompeu com a rigidez do ritual muçulmano, dogma e laços familiares. Abduh argumentou que os muçulmanos não poderiam simplesmente depender das interpretações de textos fornecidas pelos clérigos medievais; eles precisavam usar a razão para acompanhar os tempos em mudança. Ele afirmou que no Islã o homem não foi criado para ser guiado por um freio, mas sim que foi dado inteligência para que pudesse ser guiado pelo conhecimento. Segundo Abduh, o papel do professor era direcionar os homens para o estudo. Ele acreditava que o Islã incentivava os homens a se desligarem do mundo de seus ancestrais e que o Islã reprovava a imitação servil da tradição. Ele disse que as duas maiores possessões relacionadas à religião que o homem foi agraciado foram a independência da vontade e a independência do pensamento e opinião.
Foi com a ajuda dessas ferramentas que ele poderia alcançar a felicidade. Ele acreditava que o crescimento da civilização ocidental na Europa estava baseado nesses dois princípios. Ele pensava que os europeus foram instigados a agir depois que um grande número deles foi capaz de exercer sua escolha e buscar fatos com suas mentes. Em suas obras, ele retrata Deus educando a humanidade desde a infância até a juventude e depois até a idade adulta. Segundo ele, o Islã é a única religião cujos dogmas podem ser provados pela razão. Ele era contra a poligamia e achava que era um costume arcaico. Ele acreditava em uma forma de Islã que libertaria os homens da escravidão, forneceria direitos iguais para todos os seres humanos, aboliria o monopólio do estudioso religioso na exegese e aboliria a discriminação racial e a compulsão religiosa.
Muhammad Abduh afirmou em seu livro "Al-Idtihad fi Al-Nasraniyya wa Al-Islam" que ninguém tinha autoridade religiosa exclusiva no mundo islâmico. Ele argumentou que o Califa não representava autoridade religiosa, porque não era infalível nem era a pessoa à qual a revelação foi dada; portanto, segundo Abduh, o Califa e outros muçulmanos são iguais. Abduh argumentou que o Califa deveria ter o respeito da ummah, mas não governá-la; a unidade da umma é uma unidade moral que não impede sua divisão em estados nacionais.
Mohammad Abduh fez grandes esforços para pregar a harmonia entre sunitas e xiitas. Em termos gerais, ele pregava a fraternidade entre todas as escolas de pensamento no Islã. Abduh regularmente defendia uma melhor amizade entre as comunidades religiosas. Como o Cristianismo era a segunda maior religião no Egito, ele dedicou esforços especiais à amizade entre muçulmanos e cristãos. Ele tinha muitos amigos cristãos e muitas vezes defendeu os coptas.

### Nasr Hamid Abu Zayd
O pensador corânico, autor e acadêmico egípcio Nasr Hamid Abu Zayd é um dos principais teólogos liberais no Islã. Ele é famoso por seu projeto de uma hermenêutica corânica humanística, que "desafiou visões dominantes" sobre o Alcorão, provocando "controvérsia e debate". Embora não negasse que o Alcorão tinha origem divina, Zayd argumentava que era um "produto cultural" que precisava ser lido no contexto da língua e cultura dos árabes do século VII e que poderia ser interpretado de mais de uma maneira. Ele também criticou o uso da religião para exercer poder político. Em 1995, um tribunal de Sharia egípcio o declarou apóstata, o que levou a ameaças de morte e sua fuga do Egito algumas semanas depois. (Ele mais tarde retornou "silenciosamente" ao Egito, onde faleceu.)
De acordo com o estudioso Navid Kermani, "três temas-chave" surgem do trabalho de Abu Zayd:
1. traçar as várias interpretações e contextos históricos do único texto corânico desde os primeiros dias do Islã até o presente;
2. demonstrar a "diversidade interpretativa" (al-ta 'addud alta 'wili)[37] que existe dentro da tradição islâmica;
3. e mostrar como essa diversidade tem sido "cada vez mais negligenciada" ao longo da história islâmica.[35]

Abu Zayd se via como herdeiro do Mutazilismo, "particularmente sua ideia do Alcorão criado e sua tendência para a interpretação metafórica".
Abu Zayd se opunha fortemente à crença em uma "interpretação única, precisa e válida do Alcorão transmitida pelo Profeta para todos os tempos". Em sua visão, o Alcorão tornou a cultura árabe islâmica uma "cultura do texto" (hadarat al-nass) por excelência, mas porque a linguagem do Alcorão não é autoexplicativa, isso implicava que a cultura árabe islâmica também era uma "cultura da interpretação" (hadarat al-ta'wil). Abu Zayd enfatizava o "intelecto" (`aql) na compreensão do Alcorão, em oposição a uma abordagem hermenêutica que dava prioridade às tradições narradas (hadith) (naql). Como reflexo disso, Abu Zayd usava o termo ta'wil (interpretação) para os esforços de compreensão do Alcorão, enquanto nas ciências islâmicas, a literatura que explicava o Alcorão era referida como tafsir (comentário, explicação).

Para Abu Zayd, a interpretação vai além da explicação ou comentário, "pois sem" o Alcorão não teria significado:
"O texto corânico mudou desde o primeiro momento - ou seja, quando o Profeta o recitou no momento de sua revelação - de sua existência como texto divino (nass ilahi) e tornou-se algo compreensível, um texto humano (nass insani), porque mudou da revelação para a interpretação (li-annahu tahawwala min al-tanzil ila al-ta'wil). A compreensão do texto pelo Profeta é uma das primeiras fases de movimento resultante da conexão do texto com o intelecto humano."
A abordagem crítica de Abu Zayd ao discurso islâmico clássico e contemporâneo nos campos da teologia, filosofia, direito, política e humanismo, promoveu o pensamento islâmico moderno que pode permitir aos muçulmanos construir uma ponte entre sua própria tradição e o mundo moderno da liberdade de expressão, igualdade (direitos das minorias, direitos das mulheres, justiça social), direitos humanos, democracia e globalização.

### Ali Shariati

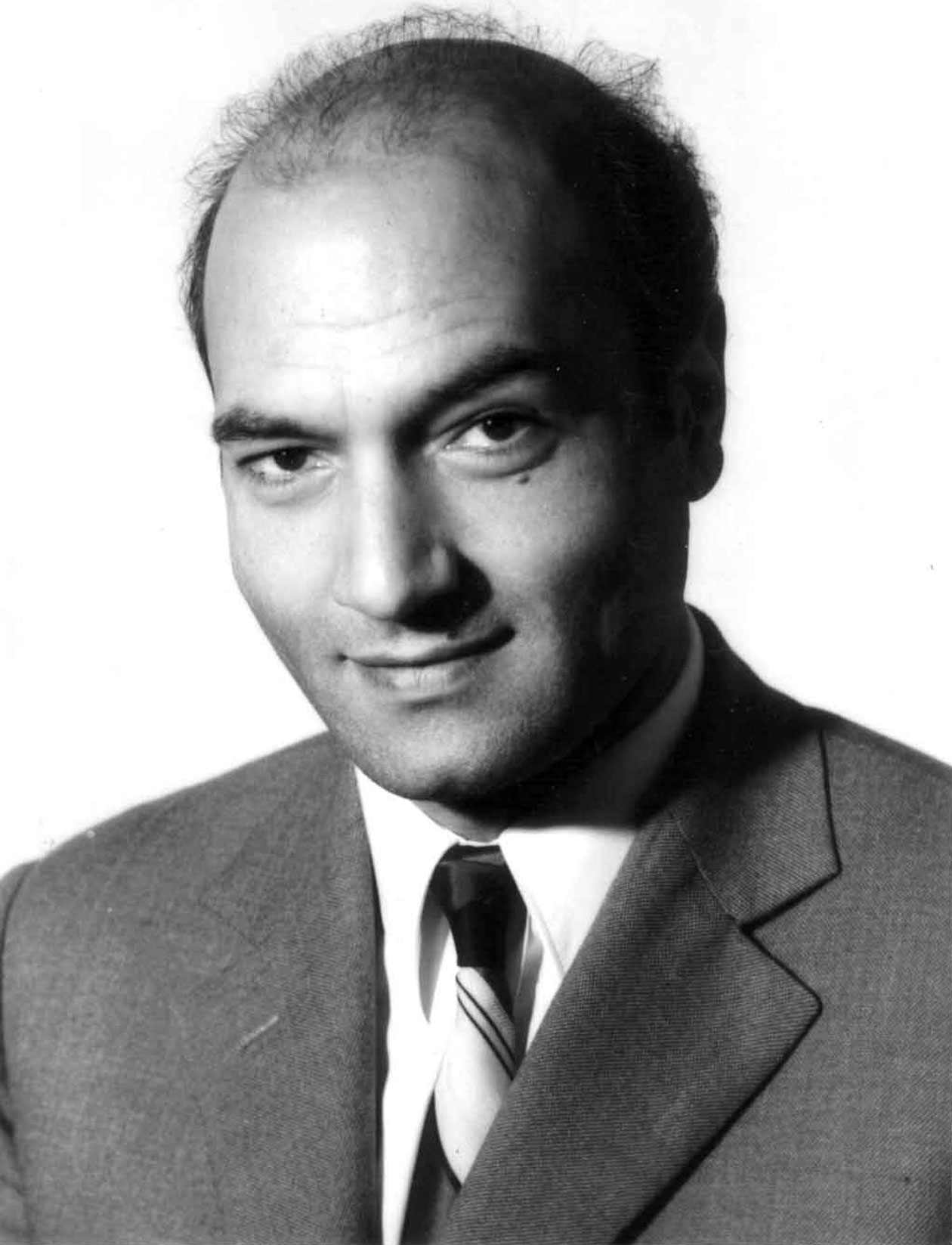
Ali Shariati

Ali Shariati Mazinani ([em persa: علی شریعتی مزینانی] 23 de novembro de 1933 - 18 de junho de 1977) foi um revolucionário iraniano e sociólogo que se concentrou na sociologia da religião. Ele acreditava que o socialismo era compatível com o Islã e, na verdade, que isso foi desde o início. Parece que seu interesse em explorar o socialismo começou com a tradução do livro "Abu Zarr: O Socialista Adorador de Deus" pelo pensador egípcio Abdul Hamid Jowdat-al-Sahar. Segundo este livro, Abu Dhar foi o primeiro socialista. Então, o pai de Shariati declarou que seu filho acreditava que os princípios de Abu Dhar eram fundamentais. Até alguns pensadores descreveram Shariati como o Abu Dhar moderno no Irã. De todos os seus pensamentos, destaca-se sua insistência na necessidade de ação revolucionária. Shariati acreditava que o marxismo não poderia fornecer ao Terceiro Mundo os meios ideológicos para sua própria libertação. Uma de suas premissas era que o Islã, por natureza, é uma ideologia revolucionária. Portanto, o Islã poderia se relacionar com o mundo moderno como uma ideologia. Segundo Shariati, a origem histórica e original dos problemas humanos foi o surgimento da propriedade privada. Ele acreditava que na era moderna, o surgimento da máquina foi a segunda mudança mais fundamental na condição humana. Na verdade, a propriedade privada e o surgimento da máquina, se considerados como duas curvas da história, pertencem ao segundo período da história. O primeiro período é a propriedade coletiva. No entanto, Shariati fez uma crítica ao desenvolvimento histórico da religião e aos movimentos filosóficos e ideológicos modernos e sua relação tanto com a propriedade privada quanto com o surgimento da máquina.
Além do socialismo, ele acreditava nos direitos das mulheres, como evidenciado em seu livro "Fátima É Fátima", onde argumentava que Fátima Zahra, filha do profeta islâmico Muhammad, é um modelo para as mulheres muçulmanas ao redor do mundo e uma mulher que era livre. Ela foi descrita como "o símbolo de uma mulher responsável e combativa diante de seu tempo e do destino de sua sociedade". Além disso, ele criticou a democracia liberal ocidental por sua relação direta com o saque das nações do Terceiro Mundo e, em vez disso, promoveu a Democracia de Compromisso. A Democracia de Compromisso era, segundo Shariati, o governo do Imã Ali. Para explicar melhor o compromisso com a democracia, ele primeiro divide entre dois conceitos. Um deles é syasat e o outro é política. Syasat é uma filosofia pelo governo que deseja ter a responsabilidade de mudar e tornar-se a sociedade, não seu ser e existência. Na verdade, syasat é uma coisa progressiva e dinâmica. O objetivo do governo na filosofia de syasat é mudar as bases sociais, instituições e até todos os padrões da sociedade, ou seja, cultura, moralidade e desejos, etc. Em outras palavras, Syasat quer fazer existir as pessoas. Por outro lado, não há fazer na política. Em outras palavras, a política é o seguinte de ter pessoas, não fazê-las. Claro, Shariati prefere syasat à política porque a primeira é mais progressista. Ele considera fazer humanos (ensan sazi). Na verdade, sua utopia é construída com três conceitos de gnose, igualdade e liberdade. A Democracia de Compromisso surgiu de sua palestra em Hoseyniyeh Ershad; uma famosa palestra com o nome de Ummah e Imanato. Segundo ele, um imã é aquele que deseja guiar os humanos não apenas nas dimensões políticas, sociais e econômicas, mas também em todas as dimensões existenciais. Ele acredita que o imã está vivo em todos os lugares e em todos os momentos. Por um lado, o Imanato não é uma crença metafísica, mas uma filosofia de guia revolucionária. Ele acrescentou que o imã deve guiar as pessoas não de acordo com seu desejo como um ditador, mas de acordo com a ideologia islâmica e valores autênticos.

### Ijtihad
Ijtihad (literalmente "esforço, físico ou mental, dedicado a uma atividade específica") é um termo legal islâmico que se refere ao raciocínio independente ou ao esforço meticuloso da faculdade mental de um jurista para encontrar uma solução para uma questão legal. É contrastado com taqlid (imitação, conformidade com o precedente legal). De acordo com a teoria clássica sunita, o ijtihad requer expertise na língua árabe, teologia, textos revelados e princípios de jurisprudência (usul al-fiqh) e não é empregado quando os textos autênticos e autoritários (Alcorão e hadith) são considerados inequívocos em relação à questão, ou onde existe um consenso acadêmico (ijma). O ijtihad é considerado um dever religioso para aqueles qualificados para realizá-lo. Um estudioso islâmico qualificado para realizar ijtihad é chamado de mujtahid.
A partir do século XVIII, alguns reformadores muçulmanos começaram a pedir o abandono do taqlid e enfatizaram o ijtihad, que viam como um retorno às origens islâmicas. Os debates públicos no mundo muçulmano em torno do ijtihad continuam até os dias atuais. A defesa do ijtihad tem sido particularmente associada aos modernistas islâmicos. Entre os muçulmanos contemporâneos no Ocidente, surgiram novas visões de ijtihad que enfatizam valores morais substantivos sobre a metodologia jurídica tradicional.

## Aspectos importantes

### Feminismo
Uma combinação de Islã e feminismo tem sido defendida como "um discurso e prática feministas articulados dentro de um paradigma islâmico" por Margot Badran em 2002. As feministas islâmicas fundamentam seus argumentos no Islã e em seus ensinamentos, buscam a plena igualdade de mulheres e homens na esfera pessoal e pública, e podem incluir não muçulmanas no discurso e debate. O feminismo islâmico é definido por estudiosos islâmicos como sendo mais radical do que o feminismo secular, e como ancorado dentro do discurso do Islã com o Alcorão como seu texto central.
Durante os tempos recentes, o conceito de feminismo islâmico cresceu ainda mais com grupos islâmicos buscando apoio de muitos aspectos da sociedade. Além disso, mulheres muçulmanas educadas estão se esforçando para articular seu papel na sociedade. Exemplos de grupos feministas islâmicos são a Associação Revolucionária das Mulheres do Afeganistão, fundada por Meena Keshwar Kamal, a Busca das Mulheres Muçulmanas pela Igualdade da Índia, e as Irmãs Islâmicas da Malásia, fundadas por Zainah Anwar e Amina Wadud, entre outras cinco mulheres.
Em 2014, o Conselho Religioso Islâmico de Selangor (MAIS) emitiu uma fatwa declarando que as Irmãs Islâmicas, bem como qualquer outra organização que promova o liberalismo religioso e o pluralismo, se desviam dos ensinamentos do Islã. De acordo com o édito, publicações que são consideradas promotoras de pensamento religioso liberal e pluralista devem ser declaradas ilegais e confiscadas, enquanto as mídias sociais também devem ser monitoradas e restritas. Como as fatwas são legalmente vinculativas na Malásia, as Irmãs Islâmicas estão desafiando isso pelas bases constitucionais.

### Direitos humanos

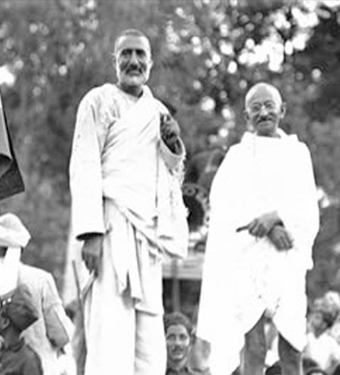
Abdul Ghaffar Khan e Mahatma Gandhi.

O pensamento político islâmico moderado sustenta que o cultivo da identidade muçulmana e a promoção de valores como democracia e direitos humanos não são mutuamente exclusivos, mas sim devem ser promovidos juntos.
A maioria dos muçulmanos liberais acredita que o Islã promove a noção de igualdade absoluta de toda a humanidade, e que é um de seus conceitos centrais. Portanto, uma violação dos direitos humanos tornou-se motivo de grande preocupação para a maioria dos muçulmanos liberais. Os muçulmanos liberais diferem de seus colegas culturalmente conservadores no sentido de que acreditam que toda a humanidade está representada sob o guarda-chuva dos direitos humanos. Muitos países de maioria muçulmana assinaram tratados internacionais de direitos humanos, mas o impacto destes ainda está por ser visto nos sistemas jurídicos locais.
Os muçulmanos liberais frequentemente rejeitam interpretações tradicionais da lei islâmica, que permite a "Ma malakat aymanukum" e escravidão. Eles afirmam que a escravidão se opõe aos princípios islâmicos, que eles acreditam serem baseados em justiça e igualdade, e alguns dizem que os versículos relacionados à escravidão ou "Ma malakat aymanukum" agora não podem ser aplicados devido ao fato de que o mundo mudou, enquanto outros dizem que esses versículos são totalmente interpretados de forma distorcida e torcida para legitimar a escravidão. No século XX, os estudiosos sul-asiáticos Ghulam Ahmed Pervez e Amir Ali argumentaram que a expressão ma malakat aymanukum deveria ser lida adequadamente no tempo passado. Quando alguns pediram a reinstauração da escravidão no Paquistão após sua independência do domínio colonial britânico, Pervez argumentou que o tempo passado dessa expressão significa que o Alcorão impôs "uma proibição absoluta" à escravidão.
Os muçulmanos liberais argumentaram contra a pena de morte por apostasia com base no versículo corânico que diz "Não há compulsão na religião".

### Direitos LGBT
Em janeiro de 2013, a Aliança Muçulmana para a Diversidade Sexual e de Gênero (MASGD, na sigla em inglês) foi lançada. A organização foi formada por membros do Grupo de Trabalho Muçulmano Queer, com o apoio da Força-Tarefa Nacional de Gays e Lésbicas. Vários membros iniciais da MASGD anteriormente estiveram envolvidos com a Fundação Al-Fatiha, incluindo Faisal Alam e o Imã Daayiee Abdullah.
O Projeto Safra para mulheres é sediado no Reino Unido. Ele apoia e trabalha em questões relacionadas à mulheres muçulmanas LGBTQ+. Foi fundado em outubro de 2001 por mulheres muçulmanas LGBT. O "ethos" do Projeto Safra é de inclusão e diversidade.
Na Austrália, Nur Wahrsage tem sido um defensor dos muçulmanos LGBTQI+ e fundou o Marhaba, um grupo de apoio para muçulmanos queer em Melbourne, Austrália. Em maio de 2016, Wahrsage revelou que é homossexual em uma entrevista no programa The Feed da SBS2, sendo o primeiro imã abertamente gay na Austrália.
No Canadá, a Salaam foi fundada como a primeira organização muçulmana gay do país e a segunda no mundo. A Salaam foi fundada em 1993 por El-Farouk Khaki, que organizou a Conferência Internacional Salaam / Al-Fateha em 2003.
Em maio de 2009, a Mesquita de Unidade de Toronto / Círculo Juma de el-Tawhid (ETJC) foi fundada por Laury Silvers, estudiosa de estudos religiosos da Universidade de Toronto, ao lado dos ativistas muçulmanos pelos direitos dos gays El-Farouk Khaki e Troy Jackson. A Mesquita de Unidade / ETJC é uma instituição igualitária em relação ao gênero, e afirmativa para a comunidade LGBT+.
Em novembro de 2012, uma sala de oração foi criada em Paris pelo estudioso islâmico gay e fundador do grupo Muçulmanos Homossexuais da França, Ludovic-Mohamed Zahed. Ela foi descrita pela imprensa como a primeira mesquita gay-friendly na Europa. A reação do restante da comunidade muçulmana na França foi mista, e a abertura foi condenada pela Grande Mesquita de Paris.
Exemplos de trabalhos de mídia muçulmana LGBT incluem o documentário Gay Muslims de 2006, do Channel 4, a produtora de filmes Unity Productions Foundation, os documentários de 2007 e 2015 A Jihad for Love e A Sinner in Mecca, ambos produzidos por Parvez Sharma, e a publicação LGBT jordaniana My.Kali.

### Secularismo
A definição e aplicação do secularismo, especialmente o lugar da religião na sociedade, varia entre os países muçulmanos, assim como ocorre entre os países não muçulmanos. Como o conceito de secularismo varia entre os seculares no mundo muçulmano, as reações dos intelectuais muçulmanos à pressão da secularização também variam. Por um lado, o secularismo é condenado por alguns intelectuais muçulmanos que não acham que a influência religiosa deva ser removida da esfera pública. Por outro lado, o secularismo é reivindicado por outros como compatível com o Islã. Por exemplo, a busca pelo secularismo inspirou alguns estudiosos muçulmanos que argumentam que um governo secular é a melhor maneira de observar a sharia; Abdullahi Ahmed An-Na'im, professor de direito da Universidade Emory e autor de Islam and the Secular State: Negotiating the Future of Shariʻa.diz:
"Impor [a sharia] através do poder coercitivo do estado nega sua natureza religiosa, porque os muçulmanos estariam observando a lei do estado e não desempenhando livremente sua obrigação religiosa como muçulmanos."
Além disso, alguns estudiosos argumentam que estados seculares têm existido no mundo muçulmano desde a Idade Média.

### Igualitarismo
O islamismo é frequentemente descrito como possuindo um "espírito decididamente igualitário" e sendo "em princípio igualitário, reconhecendo nenhuma superioridade de um crente sobre outro por nascimento ou descendência, raça ou nacionalidade, ou status social". No entanto, os muçulmanos conhecidos como saidistas (aqueles aceitos como descendentes do profeta islâmico Maomé) têm privilégios especiais no Islã, especialmente isenções fiscais e uma parte de Khums.
Existe também discriminação em relação ao casamento entre pessoas de linhagens árabes e não-árabes, como pode ser encontrado em vários sites de fatwas.
- De acordo com o Darul Ifta Birmingham (fiqh Hanafi), citando Raddul Muhtar: 'Um Ajmi (não-árabe) não pode ser um par para uma mulher de descendência árabe, não importa que ele seja um aalim (erudito religioso) ou mesmo um sultão (autoridade governante).'[69][a]
- O site Islamic Virtues cita o manual Shafi'i Reliance of the Traveller and Tools of the Worshipper: 'E o ajami (não-árabe) não é adequado para uma mulher árabe'... "(a citação continua desencorajando casamentos entre muçulmanos de tribos diferentes).[b]
- Ainda outro site ("Respondido de acordo com a Fiqh Shafi'i por Qibla.com ... Respondido pelo Shaykh Amjad Rasheed") afirma: "...a maioria dos estudiosos considera este aspecto [ou seja, linhagem] para adequação, portanto um não-árabe não é adequado para um árabe. E um não-coraixita não é adequado para uma mulher coraixita."[c]

Isso é especialmente em contraste direto com o último sermão do Profeta Maomé, "...Toda a humanidade é de Adão e Eva, um árabe não tem superioridade sobre um não-árabe, nem um não-árabe tem qualquer superioridade sobre um árabe; também um branco não tem superioridade sobre um negro nem um negro tem superioridade sobre branco, exceto pela piedade e boa ação."

## Movimentos
Ao longo dos séculos XIX e XX, de acordo com suas sociedades e perspectivas cada vez mais modernas, os muçulmanos liberais tendem a reinterpretar muitos aspectos da aplicação de sua religião em suas vidas na tentativa de se reconectar. Isso é especialmente verdadeiro para os muçulmanos que agora se encontram vivendo em países não muçulmanos.

Pelo menos um observador (Max Rodenbeck) observou vários desafios para a "reforma" - ou seja, acomodação com o iluminismo, razão e ciência, a separação entre religião e política - com os quais as outras duas religiões abraâmicas não tiveram que lidar:
enquanto o reformismo cristão e judeu evoluíram ao longo de séculos, de maneira relativamente orgânica e autogerada - embora frequentemente sangrenta -, o desafio ao Islã de conceitos como raciocínio empírico, Estado-nação, teoria da evolução e individualismo chegou de uma só vez e com muita frequência à ponta de uma arma.
Além disso, a lei tradicional da sharia foi moldada em toda a sua complexidade ao servir por séculos como "a espinha dorsal" dos sistemas jurídicos dos estados muçulmanos, enquanto milhões de muçulmanos agora vivem em estados não muçulmanos. O Islã também carece de uma "hierarquia religiosa amplamente reconhecida para explicar mudanças doutrinárias ou para impô-las" porque não tem uma [igreja central].

### Modernismo islâmico
O Modernismo Islâmico, também às vezes referido como Salafismo Modernista, é um movimento descrito como "a primeira resposta ideológica muçulmana" que tenta reconciliar a fé islâmica com valores ocidentais modernos, como nacionalismo, democracia, direitos civis, racionalidade, igualdade e progresso. Ele apresentou uma "reexame crítico das concepções e métodos clássicos de jurisprudência" e uma nova abordagem à teologia islâmica e à exegese do Alcorão (tafsir).
Foi o primeiro de vários movimentos islâmicos - incluindo secularismo, islamismo e salafismo - que surgiram no meio do século XIX em reação às mudanças rápidas da época, especialmente a percepção do avanço da Civilização Ocidental e do colonialismo sobre o mundo muçulmano. Seus fundadores incluem Muhammad Abduh (1849-1905), sheikh da Universidade de Al-Azhar por um breve período antes de sua morte em 1905, Jamal ad-Din al-Afghani (1838-1897) e Sir Syed Ahmed Khan (1817-1898).
Os primeiros Modernistas Islâmicos (al-Afghani e Muhammad Abdu) usaram o termo "salafiyya" para se referir à sua tentativa de renovação do pensamento islâmico, e esse movimento "salafiyya" é frequentemente conhecido no Ocidente como "modernismo islâmico", embora seja muito diferente do que é atualmente chamado de movimento salafista, que geralmente significa "ideologias como o wahhabismo". Desde sua criação, o Modernismo tem sofrido com a cooptação de seu reformismo original tanto por governantes secularistas quanto pelo "ulama oficial" cuja "tarefa é legitimar" as ações dos governantes em termos religiosos.
O Modernismo difere do secularismo ao insistir na importância da fé religiosa na vida pública e do salafismo ou islamismo ao abraçar as instituições europeias contemporâneas, os processos sociais e os valores.

### Coranismo
Os coranitas rejeitam o hadith e seguem apenas o Alcorão. O grau em que os seguidores do Alcorão rejeitam a autenticidade da sunnah varia, mas os grupos mais estabelecidos criticaram profundamente a autenticidade do hadith e o rejeitaram por muitas razões, sendo a mais prevalente a afirmação de que o hadith não é mencionado no Alcorão como uma fonte de teologia e prática islâmica, não foi registrado em forma escrita até mais de dois séculos após a morte de Maomé, e contém erros e contradições percebidos internamente. Os coranistas acreditam que o próprio Maomé era um coranista e o fundador do Coranismo, e que seus seguidores distorceram a fé e se dividiram em cismas e facções como sunitas, xiitas e carijitas.

#### Tolu-e-Islam
O movimento foi iniciado por Muhammad Iqbal e posteriormente liderado por Ghulam Ahmed Pervez. Ghulam Ahmed Pervez não rejeitou todos os hadiths; no entanto, ele apenas aceitou hadiths que "estão de acordo com o Alcorão ou não mancham o caráter do Profeta ou de seus companheiros". A organização publica e distribui livros, panfletos e gravações dos ensinamentos de Pervez.
O Tolu-e-Islam não pertence a nenhum partido político, nem a qualquer grupo ou seita religiosa.

### Falibilidade escriturística
Alguns muçulmanos (Saeed Nasheed, Abdul Karim Soroush, Sayyed Ahmad Al-Qabbanji, Hassan Radwan) têm defendido "o passo audacioso de desafiar a ideia de que o Alcorão e a sunna são infalíveis" e afirmam que, em vez disso, o Alcorão é "divinamente inspirado, mas ... de autoria humana". Saeed Nasheed escreve:
"O Alcorão não é o discurso de Deus, assim como o pão não é obra do fazendeiro. Deus produziu a matéria-prima, que foi a inspiração, assim como o fazendeiro produz a matéria-prima, que é o trigo. Mas é o padeiro quem transforma o trigo ou a farinha em pão de acordo com sua própria maneira única, experiência artística e habilidade criativa. Assim, é o Profeta quem é responsável por interpretar a inspiração e transformá-la em frases e palavras reais de acordo com sua própria visão única."